# الدوري الشمالي لكرة القدم 1893–94
الدوري الشمالي لكرة القدم 1893–94 (بالإنجليزية: 1893–94 Northern Football League)‏ هو موسم من الدوري الشمالي لكرة القدم ‏. فاز فيه نادي ميدلزبره.